# Associazione Calcio Baracca Lugo 1948-1949
Questa voce raccoglie le informazioni riguardanti l'Associazione Calcio Baracca Lugo nelle competizioni ufficiali della stagione 1948-1949.

## Rosa
| N. |                   | Ruolo | Calciatore        |
| -- | ----------------- | ----- | ----------------- |
|    | Italia (bandiera) | P     | Elio Angelini     |
|    | Italia (bandiera) | C     | Domenico Bosi     |
|    | Italia (bandiera) | D     | Alfredo Calderoni |
|    | Italia (bandiera) | C     | M. Ciani          |
|    | Italia (bandiera) | D     | M. Costa          |
|    | Italia (bandiera) | C     | G. Folicaldi      |
|    | Italia (bandiera) | A     | A. Lionetti       |
|    | Italia (bandiera) | A     | O. Lucchini       |

| N. |                   | Ruolo | Calciatore      |
| -- | ----------------- | ----- | --------------- |
|    | Italia (bandiera) | A     | Gaetano Lupi    |
|    | Italia (bandiera) | A     | Nereo Manzardo  |
|    | Italia (bandiera) | A     | P. Melandri     |
|    | Italia (bandiera) | A     | R. Pasotti      |
|    | Italia (bandiera) | D     | L. Scacchi      |
|    | Italia (bandiera) | A     | S. Spini        |
|    | Italia (bandiera) | C     | Paolo Tabanelli |
|    | Italia (bandiera) | A     | Vernocchi       |